# Альфредо Бігатті
Альфре́до Біга́тті (ісп. Alfredo Bigatti; нар. 19 липня 1898, Буенос-Айрес — пом. 25 березня 1964) — аргентинський скульптор-монументаліст.

## Біографія
Народився 19 липня 1898 року в Буенос-Айресі. Навчався в Національній академії образотворчих мистецтв Аргентини в Буенос-Айресі, а у 1923—1924 роках у Франції у Антуана Бурделя. У 1924—1929 роках подорожував по Європі.
Помер 25 березня 1964 року.

## Творчість
Пам'ятники
- генералу Рока (1941);
- Б. Мітре в Ла-Платі (1942);

скульптура «Чистота», Буенос-Айрес.

- «Овіяна прапором Батьківщина» в Росаріо (1950-ті).